# Hey Man
Hey Man è il quarto album in studio del gruppo musicale statunitense Mr. Big, pubblicato il 25 gennaio 1996 dalla Atlantic Records.

## Tracce
1. Trapped in Toyland – 4:24 (Paul Gilbert, Jeff Martin, Russ Parrish)
2. Take Cover – 4:38 (Eric Martin, Gilbert, André Pessis)
3. Jane Doe – 3:36 (Gilbert, Billy Sheehan, Pat Torpey)
4. Goin' Where the Wind Blows – 4:19 (Martin, Pessis)
5. The Chain – 3:46 (Martin, Pessis)
6. Where Do I Fit In? – 4:22 (Martin, Gilbert, Pessis)
7. If That's What It Takes – 4:47 (Martin, Sheehan, Torpey, Pessis, Tony Fanucchi)
8. Out of the Underground – 4:05 (Gilbert)
9. Dancin' Right into the Flame – 3:02 (Martin, Sheehan, Pessis)
10. Mama D. – 4:32 (Gilbert)
11. Fool Us Today – 4:23 (Martin, Sheehan, Torpey)

Traccia bonus nell'edizione europea
1. Little Mistake – 3:45 (Gilbert, Sheehan)

Traccia bonus nell'edizione giapponese
1. Tears – 3:19 (Gilbert)

## Formazione
Mr. Big
- Eric Martin – voce
- Paul Gilbert – chitarre, cori
- Billy Sheehan – basso, cori
- Pat Torpey – batteria, cori

Produzione
- Kevin Elson – produzione, ingegneria del suono, missaggio
- Tom Size – ingegneria del suono, missaggio
- Bob Ludwig – mastering